# Ніколи не говори вийди
Ніколи не говори вийди (англ. Never Say Quit) — американська пригодницька кінокомедія режисера Едварда Діллона 1919 року.

## У ролях
- Джордж Волш — Реджинальд Джонс
- Флоренс Діксон — Хелен Латтімор
- Генрі Халлам — професор Латтімор
- Вільям Фредерік — корабельний капітан
- Френк Джейкобс — товариш з плавання
- Джозеф В. Смайлі — дядя Реджинальд
- Джин Екер — спокусниця
- Джозеф П. Мак — незначна роль